# Illuminated
Illuminated è un singolo del gruppo musicale britannico Hurts, pubblicato il 9 maggio 2011 come quinto estratto dal primo album in studio Happiness.

## Tracce
Testi degli Hurts, musiche degli Hurts e Joseph Cross, eccetto dove indicato.
CD promozionale (Regno Unito)
1. Illuminated – 3:18 (musica: Hurts, The Nexus)

CD singolo (Regno Unito)
1. Illuminated – 3:23 (musica: Hurts, The Nexus)
2. Better Than Love (Freemasons Pegasus Club Mix) – 9:19

7" (Regno Unito)
- Lato A

1. Illuminated – 3:20 (musica: Hurts, The Nexus)

- Lato B

1. Better Than Love – 3:33

Download digitale (Regno Unito)
1. Better Than Love – 3:33
2. Better Than Love (Freemasons Pegasus Mix) (Radio Edit) – 3:33
3. Better Than Love (Death in Vegas Acid Remix) – 8:11
4. Better Than Love (Burns European Sex Remix) – 5:04
5. Illuminated – 3:20 (musica: Hurts, The Nexus)

## Formazione
Gruppo
- Adam Anderson – programmazione, strumentazione
- Theo Hutchcraft – voce, programmazione, strumentazione

Altri musicisti
- Jonas Quant – programmazione, strumentazione
- The Nexus – programmazione, strumentazione

Produzione
- Hurts – produzione
- Jonas Quant – produzione
- The Nexus – produzione aggiuntiva
- Mike "Spark" Stent – missaggio
- Matt Green – assistenza al missaggio
- George Marino – mastering

## Classifiche
| Classifica (2011) | Posizione massima |
| ----------------- | ----------------- |
| Regno Unito       | 68                |